# Шевченково (Яготинский район)
Шевченково (укр. Шевченкове) — село, входит в Яготинский район Киевской области Украины.
Население по переписи 2001 года составляло 75 человек. Почтовый индекс — 07700. Телефонный код — 4575. Занимает площадь 0,3 км². Код КОАТУУ — 3225582707.

## Местный совет
07712, Київська обл., Яготинський р-н, с. Кулябівка, вул. Миру, 179